# ألفا روميو 2000
ألفا روميو 2000 (بالإنجليزية: Alfa Romeo 2000)‏ هي سيارة تم تصنيعها من قبل ألفا روميو الإيطالية.